# مسجد پایین قلعه مزینان
مسجد پایین قلعه مزینان مربوط به دوره صفوی است و در شهرستان داورزن، بخش مرکزی، روستای مزینان واقع شده و این اثر در تاریخ ۱۸ اردیبهشت ۱۳۸۰ با شمارهٔ ثبت ۳۷۷۶ به‌عنوان یکی از آثار ملی ایران به ثبت رسیده است.